# Drawn and Quarterly
Drawn and Quarterly är ett kanadensiskt bokförlag som ger ut serieromaner, serietidningar och seriestrippar. Det grundades 1990 av Chris Oliveros, och är nu Kanadas främsta serieförlag. 
Bland de publicerade serieskaparna återfinns bland andra Lynda Barry, Kate Beaton, Marc Bell, Chester Brown, Daniel Clowes, Michael DeForge, Guy Delisle, Julie Doucet, Mary Fleener, Joe Matt, Shigeru Mizuki, Rutu Modan, Joe Sacco, Seth, Yoshihiro Tatsumi, Adrian Tomine och Chris Ware. Drawn and Quarterly har även gett ut Tove Janssons Muminberättelser i serieform. 